# ماكس وليامز
ماكس وليامز (28 فبراير 1938 في الولايات المتحدة - ) (بالإنجليزية: Max Williams)‏ هو مدرب كرة سلة ولاعب كرة سلة أمريكي في مركز هجوم خلفي. لعب مع دالاس تشابارالز ‏.

## وصلات خارجية
- ماكس وليامز على موقع كلية كرة السلة في سبورتس رفرنس.كوم (الإنجليزية)
- ماكس وليامز على موقع سبورتس رفرنس (الإنجليزية)